# Seznam dílů seriálu Closer: Nové případy
Toto je seznam dílů seriálu Closer: Nové případy.

## Přehled řad
| Řada | Díly | Premiéra v USA  | Premiéra v USA  | Premiéra v ČR     | Premiéra v ČR     |
| Řada | Díly | První díl       | Poslední díl    | První díl         | Poslední díl      |
| ---- | ---- | --------------- | --------------- | ----------------- | ----------------- |
| 1    | 10   | 13. srpna 2012  | 15. října 2012  | 20. prosince 2016 | 29. prosince 2016 |
| 2    | 19   | 10. června 2013 | 13. ledna 2014  | 30. prosince 2016 | 17. ledna 2017    |
| 3    | 19   | 9. června 2014  | 12. ledna 2015  | 18. ledna 2017    | 5. února 2017     |
| 4    | 23   | 8. června 2015  | 14. března 2016 | 6. února 2017     | 28. února 2017    |
| 5    | 21   | 13. června 2016 | 12. dubna 2017  | 15. října 2017    | 4. listopadu 2017 |
| 6    | 13   | 31. října 2017  | 9. ledna 2018   | 8. července 2018  | 20. července 2018 |

## Seznam dílů

### První řada (2012)
| Č. v seriálu | Č. v řadě | Původní název             | Český název             | Režie            | Scénář                       | Premiéra v USA | Premiéra v ČR     |
| ------------ | --------- | ------------------------- | ----------------------- | ---------------- | ---------------------------- | -------------- | ----------------- |
| 1            | 1         | Reloaded                  | Nový začátek            | Michael M. Robin | James Duff                   | 13. dubna 2012 | 20. prosince 2016 |
| 2            | 2         | Before and After          | Předtím a potom         | Steve Robin      | Steven Kane                  | 20. srpna 2012 | 21. prosince 2016 |
| 3            | 3         | Medical Causes            | Zdravotní důvody        | Paul McCrane     | Michael Alaimo               | 27. srpna 2012 | 22. prosince 2016 |
| 4            | 4         | The Ecstasy and the Agony | Extáze a agonie         | Arvin Brown      | Adam Belanoff                | 3. září 2012   | 23. prosince 2016 |
| 5            | 5         | Citizen's Arrest          | Občanské zatčení        | David McWhirter  | Duppy Demetrius              | 10. září 2012  | 24. prosince 2016 |
| 6            | 6         | Out of Bounds             | Mimo hru                | Rick Wallace     | Ralph Gifford a Carson Moore | 17. září 2012  | 25. prosince 2016 |
| 7            | 7         | The Shame Game            | Ostudná hra             | Leo Geter        | Leo Geter                    | 24. září 2012  | 26. prosince 2016 |
| 8            | 8         | Dismissed with Prejudice  | Zamítnuto pro podjatost | Jon Tenney       | Jim Leonard                  | 1. října 2012  | 27. prosince 2016 |
| 9            | 9         | Cheaters Never Prosper    | Podvádět se nevyplácí   | Stacey K. Black  | Mike Berchem                 | 8. října 2012  | 28. prosince 2016 |
| 10           | 10        | Long Shot                 | Na dálku                | Sheelin Choksey  | Michael Alaimo               | 15. října 2012 | 29. prosince 2016 |

### Druhá řada (2013–2014)
| Č. v seriálu | Č. v řadě | Původní název              | Český název           | Režie             | Scénář                                  | Premiéra v USA     | Premiéra v ČR     |
| ------------ | --------- | -------------------------- | --------------------- | ----------------- | --------------------------------------- | ------------------ | ----------------- |
| 11           | 1         | Final Cut                  | Poslední scéna        | Roxann Dawson     | Leo Geter                               | 10. června 2013    | 30. prosince 2016 |
| 12           | 2         | False Pretenses            | Vrahové v penzi       | Arvin Brown       | Michael Alaimo                          | 17. června 2013    | 31. prosince 2016 |
| 13           | 3         | Under the Influence        | Pod vlivem            | David McWhirter   | Duppy Demetrius                         | 24. června 2013    | 1. ledna 2017     |
| 14           | 4         | I, Witness                 | Já, svědek            | Steve Robin       | Adam Belanoff                           | 1. července 2013   | 2. ledna 2017     |
| 15           | 5         | D.O.A.                     | Smrt v sanitce        | Paul McCrane      | Ralph Gifford a Carson Moore            | 8. července 2013   | 3. ledna 2017     |
| 16           | 6         | Boys Will Be Boys          | Závažné zločiny       | Anthony Hemingway | Jim Leonard                             | 15. července 2013  | 4. ledna 2017     |
| 17           | 7         | Rules of Engagement        | Správná věc           | David McWhirter   | Mike Berchem a James Duff               | 22. července 2013  | 5. ledna 2017     |
| 18           | 8         | The Deep End               | Hlubiny               | Rick Wallace      | Michael Alaimo                          | 29. července 2013  | 6. ledna 2017     |
| 19           | 9         | There's No Place Like Home | Není nad domov        | Leo Geter         | Duppy Demetrius                         | 5. srpna 2013      | 7. ledna 2017     |
| 20           | 10        | Backfire                   | Chybný úsudek         | Sheelin Choksey   | Adam Belanoff                           | 12. srpna 2013     | 8. ledna 2017     |
| 21           | 11        | Poster Boy                 | Vražedná soutěž       | Michael M. Robin  | Leo Geter                               | 19. srpna 2013     | 9. ledna 2017     |
| 22           | 12        | Pick Your Poison           | Jed na přání          | Steve Robin       | Jim Leonard                             | 25. listopadu 2013 | 10. ledna 2017    |
| 23           | 13        | Jailbait                   | Návnada               | Michael M. Robin  | Ralph Gifford a Carson Moore            | 2. prosince 2013   | 11. ledna 2017    |
| 24           | 14        | All In                     | Se vším všudy         | Anthony Hemingway | James Duff a Mike Berchem               | 9. prosince 2013   | 12. ledna 2017    |
| 25           | 15        | Curve Ball                 | Faleš                 | Jon Tenney        | Michael Alaimo                          | 16. prosince 2013  | 13. ledna 2017    |
| 26           | 16        | Risk Assessment            | Vyhodnocení rizik     | Stacey K. Black   | Duppy Demetrius                         | 23. prosince 2013  | 14. ledna 2017    |
| 27           | 17        | Year-End Blowout           | Konec roku            | David McWhirter   | Leo Geter, Ralph Gifford a Carson Moore | 30. prosince 2013  | 15. ledna 2017    |
| 28           | 18        | Return to Sender (Part 1)  | Hra s ohněm (část 1.) | Rick Wallace      | Michael Alaimo                          | 6. ledna 2014      | 16. ledna 2017    |
| 29           | 19        | Return to Sender (Part 2)  | Hra s ohněm (část 2.) | James Duff        | Adam Belanoff                           | 13. ledna 2014     | 17. ledna 2017    |

### Třetí řada (2014–2015)
| Č. v seriálu | Č. v řadě | Původní název           | Český název            | Režie             | Scénář                                                   | Premiéra v USA     | Premiéra v ČR  |
| ------------ | --------- | ----------------------- | ---------------------- | ----------------- | -------------------------------------------------------- | ------------------ | -------------- |
| 30           | 1         | Flight Risk             | Útěk                   | David McWhirter   | Michael Alaimo                                           | 9. června 2014     | 18. ledna 2017 |
| 31           | 2         | Personal Day            | Den volna              | Rick Wallace      | Duppy Demetrius                                          | 16. června 2014    | 19. ledna 2017 |
| 32           | 3         | Frozen Assets           | Zmrazený majetek       | Paul McCrane      | Adam Belanoff                                            | 23. června 2014    | 20. ledna 2017 |
| 33           | 4         | Letting It Go           | Nechat to být          | Steve Robin       | Jim Leonard a Damani Johnson                             | 30. července 2014  | 21. ledna 2017 |
| 34           | 5         | Do Not Disturb          | Nerušit                | Sheelin Choksey   | Ralph Gifford a Carson Moore                             | 7. července 2014   | 22. ledna 2017 |
| 35           | 6         | Jane Doe #38            | Neznámá                | Steve Robin       | Michael Alaimo a Kendall Sherwood                        | 14. července 2014  | 23. ledna 2017 |
| 36           | 7         | Two Options             | Dvě možnosti           | Michael M. Robin  | James Duff a Mike Berchem                                | 21. července 2014  | 24. ledna 2017 |
| 37           | 8         | Cutting Loose           | Utržení ze řetězu      | Roxann Dawson     | Duppy Demetrius                                          | 28. července 2014  | 25. ledna 2017 |
| 38           | 9         | Sweet Revenge           | Pomsta je sladká       | David McWhirter   | Adam Belanoff                                            | 4. srpna 2014      | 26. ledna 2017 |
| 39           | 10        | Zoo Story               | Pohřešovaná policistka | Michael M. Robin  | Leo Geter a Jim Leonard                                  | 11. srpna 2014     | 27. ledna 2017 |
| 40           | 11        | Down the Drain          | Ve stokách             | Steve Robin       | Duppy Demetrius                                          | 24. listopadu 2014 | 28. ledna 2017 |
| 41           | 12        | Party Foul              | Nepodařený večírek     | Rick Wallace      | Michael Alaimo                                           | 1. prosince 2014   | 29. ledna 2017 |
| 42           | 13        | Acting Out              | Divadlo                | Sheelin Choksey   | Adam Belanoff                                            | 8. prosince 2014   | 30. ledna 2017 |
| 43           | 14        | Trial by Fire           | Zkouška ohněm          | Stacy K. Black    | Ralph Gifford a Carson Moore                             | 15. prosince 2014  | 31. ledna 2017 |
| 44           | 15        | Chain Reaction          | Řetězová reakce        | David McWhirter   | Kendall Sherwood                                         | 22. prosince 2014  | 1. února 2017  |
| 45           | 16        | Leap of Faith           | Ukázka důvěry          | Jon Tenney        | Damani Johnson                                           | 29. prosince 2014  | 2. února 2017  |
| 46           | 17        | Internal Affairs        | Vnitřní záležitosti    | Anthony Hemingway | Michael Alaimo                                           | 5. ledna 2015      | 3. února 2017  |
| 47           | 18        | Special Master (Part 1) | Zmocněnec (část 1.)    | Steve Robin       | námět: Mike Berchem scénář: Ralph Gifford a Carson Moore | 12. ledna 2015     | 4. února 2017  |
| 48           | 19        | Special Master (Part 2) | Zmocněnec (část 2.)    | Leo Geter         | námět: Mike Berchem scénář: Leo Geter a Jim Leonard      | 12. ledna 2015     | 5. února 2017  |

### Čtvrtá řada (2015–2016)
| Č. v seriálu | Č. v řadě | Původní název          | Český název             | Režie            | Scénář                         | Premiéra v USA     | Premiéra v ČR  |
| ------------ | --------- | ---------------------- | ----------------------- | ---------------- | ------------------------------ | ------------------ | -------------- |
| 49           | 1         | A Rose Is a Rose       | Růže je růže            | David McWhirter  | Duppy Demetrius                | 8. června 2015     | 6. února 2017  |
| 50           | 2         | Sorry I Missed You     | Zmeškaný hovor          | Sheelin Choksey  | Kendall Sherwood               | 15. června 2015    | 7. února 2017  |
| 51           | 3         | Open Line              | Otevřená linka          | Rick Wallace     | Ralph Gifford a Carson Moore   | 22. června 2015    | 8. února 2017  |
| 52           | 4         | Turn Down              | První hlídka            | Paul McCrane     | Adam Belanoff                  | 29. června 2015    | 9. února 2017  |
| 53           | 5         | Snitch                 | Práskač                 | Steve Robin      | Damani Johnson                 | 6. července 2015   | 10. února 2017 |
| 54           | 6         | Personal Effects       | Osobní věci             | Sylvain White    | Michael Alaimo                 | 13. července 2015  | 11. února 2017 |
| 55           | 7         | Targets of Opportunity | Náhodný cíl             | Michael M. Robin | Jim Leonard                    | 20. července 2015  | 12. února 2017 |
| 56           | 8         | Hostage to Fortune     | Ve spárech štěstěny     | Paul McCrane     | Adam Belanoff                  | 27. července 2015  | 13. února 2017 |
| 57           | 9         | Wish You Were Here     | Kéž bys tu byla         | Paul McCrane     | Duppy Demetrius                | 3. srpna 2015      | 14. února 2017 |
| 58           | 10        | Fifth Dynasty          | Pátá dynastie           | Michael M. Robin | Kendall Sherwood               | 10. srpna 2015     | 15. února 2017 |
| 59           | 11        | Four of a Kind         | Čtveřice                | Rick Wallace     | Ralph Gifford a Carson Moore   | 2. listopadu 2015  | 16. února 2017 |
| 60           | 12        | Blackout               | Výpadek                 | David McWhirter  | Damani Johnson                 | 9. listopadu 2015  | 17. února 2017 |
| 61           | 13        | Reality Check          | Reality show            | Sheelin Choksey  | Michael Alaimo                 | 16. listopadu 2015 | 18. února 2017 |
| 62           | 14        | Taking the Fall        | Beránek                 | Stacey K. Black  | Jim Leonard a Nick Zayas       | 23. listopadu 2015 | 19. února 2017 |
| 63           | 15        | The Jumping Off Point  | Místo seskoku           | Nzingha Stewart  | Leo Geter a Michael Zara       | 30. listopadu 2015 | 20. února 2017 |
| 64           | 16        | Thick as Thieves       | Spojenci                | Jon Tenney       | Kendall Sherwood               | 7. prosince 2015   | 21. února 2017 |
| 65           | 17        | 1. FindKaylaWeber      | Najděte Kaylu Weberovou | David Harp       | Duppy Demetrius                | 14. prosince 2015  | 22. února 2017 |
| 66           | 18        | Penalty Phase          | Trest smrti             | Michael M. Robin | Adam Belanoff                  | 21. prosince 2015  | 23. února 2017 |
| 67           | 19        | Hindsight (Part 1)     | Ohlédnutí (část 1.)     | Michael M. Robin | James Duff a Mike Berchem      | 15. února 2016     | 24. února 2017 |
| 68           | 20        | Hindsight (Part 2)     | Ohlédnutí (část 2.)     | Stacey K. Black  | Damani Johnson                 | 22. února 2016     | 25. února 2017 |
| 69           | 21        | Hindsight (Part 3)     | Ohlédnutí (část 3.)     | Patrick Duffy    | Ralph Gifford a Carson Moore   | 29. února 2016     | 26. února 2017 |
| 70           | 22        | Hindsight (Part 4)     | Ohlédnutí (část 4.)     | Leo Geter        | Michael Alaimo                 | 7. března 2016     | 27. února 2017 |
| 71           | 23        | Hindsight (Part 5)     | Ohlédnutí (část 5.)     | Michael M. Robin | Duppy Demetrius a Mike Berchem | 14. března 2016    | 28. února 2017 |

### Pátá řada (2016–2017)
| Č. v seriálu | Č. v řadě | Původní název       | Český název            | Režie            | Scénář           | Premiéra v USA    | Premiéra v ČR     |
| ------------ | --------- | ------------------- | ---------------------- | ---------------- | ---------------- | ----------------- | ----------------- |
| 72           | 1         | Present Tense       | Přítomnost             | Sheelin Choksey  | Damani Johnson   | 13. června 2016   | 15. října 2017    |
| 73           | 2         | N.S.F.W.            | V práci nevhodné       | Sylvain White    | Kendall Sherwood | 20. června 2016   | 16. října 2017    |
| 74           | 3         | Foreign Affairs     | Zahraniční věci        | Nzingha Stewart  | Carson Moore     | 27. června 2016   | 17. října 2017    |
| 75           | 4         | Skin Deep           | Krása není všechno     | Steve Robin      | Adam Belanoff    | 11. července 2016 | 18. října 2017    |
| 76           | 5         | Cashed Out          | Vyhaslý                | Paul McCrane     | Ralph Gifford    | 18. července 2016 | 19. října 2017    |
| 77           | 6         | Tourist Trap        | Past na turisty        | Rick Wallace     | Duppy Demetrius  | 25. července 2016 | 20. října 2017    |
| 78           | 7         | Moral Hazard        | Morální riziko         | David McWhirter  | Nick Zayas       | 1. srpna 2016     | 21. října 2017    |
| 79           | 8         | Off the Wagon       | Odvykačka              | Stacey K. Black  | Michael Zara     | 15. srpna 2016    | 22. října 2017    |
| 80           | 9         | Family Law          | Zákon rodiny           | David Harp       | Mike Berchem     | 22. srpna 2016    | 23. října 2017    |
| 81           | 10        | Dead Zone           | Mrtvá zóna             | Patrick Duffy    | Kendall Sherwood | 29. srpna 2016    | 24. října 2017    |
| 82           | 11        | White Lies (Part 1) | Masakr u soudu         | Michael M. Robin | James Duff       | 5. září 2016      | 25. října 2017    |
| 83           | 12        | White Lies (Part 2) | Vina                   | Sheelin Choksey  | Damani Johnson   | 12. září 2016     | 26. října 2017    |
| 84           | 13        | White Lies (Part 3) | Rozuzlení              | Michael M. Robin | Carson Moore     | 19. září 2016     | 27. října 2017    |
| 85           | 14        | Heart Failure       | Selhání srdce          | Nzingha Stewart  | Ralph Gifford    | 22. února 2017    | 28. října 2017    |
| 86           | 15        | Cleared History     | Smazaná historie       | Jennifer Phang   | Adam Belanoff    | 1. března 2017    | 29. října 2017    |
| 87           | 16        | Quid Pro Quo        | Něco za něco           | Sylvain White    | Michael Zara     | 8. března 2017    | 30. října 2017    |
| 88           | 17        | Dead Drop           | Tajné místo            | Stacey K. Black  | Nick Zayas       | 15. března 2017   | 31. října 2017    |
| 89           | 18        | Bad Blood           | Zlá krev               | Steve Robin      | Kendall Sherwood | 22. března 2017   | 1. listopadu 2017 |
| 90           | 19        | Intersection        | Křižovatka             | Rick Wallace     | Damani Johnson   | 29. března 2017   | 2. listopadu 2017 |
| 91           | 20        | Shockwave (Part 1)  | Tlaková vlna (část 1.) | Patrick Duffy    | Ralph Gifford    | 5. dubna 2017     | 3. listopadu 2017 |
| 92           | 21        | Shockwave (Part 2)  | Tlaková vlna (část 2.) | Michael M. Robin | Duppy Demetrius  | 12. dubna 2017    | 4. listopadu 2017 |

### Šestá řada (2017–2018)
| Č. v seriálu | Č. v řadě | Původní název              | Český název                  | Režie             | Scénář                        | Premiéra v USA     | Premiéra v ČR     |
| ------------ | --------- | -------------------------- | ---------------------------- | ----------------- | ----------------------------- | ------------------ | ----------------- |
| 93           | 1         | Sanctuary City (Part 1)    | Posvátné město (část 1.)     | Michael M. Robin  | James Duff                    | 31. října 2017     | 8. července 2018  |
| 94           | 2         | Sanctuary City (Part 2)    | Posvátné město (část 2.)     | Paul McCrane      | Kendall Sherwood              | 7. listopadu 2017  | 9. července 2018  |
| 95           | 3         | Sanctuary City (Part 3)    | Posvátné město (část 3.)     | Nzingha Stewart   | Damani Johnson                | 14. listopadu 2017 | 10. července 2018 |
| 96           | 4         | Sanctuary City (Part 4)    | Posvátné město (část 4.)     | Sheelin Choksey   | Ralph Gifford                 | 21. listopadu 2017 | 11. července 2018 |
| 97           | 5         | Sanctuary City (Part 5)    | Posvátné město (část 5.)     | Patrick Duffy     | Carson Moore                  | 28. listopadu 2017 | 12. července 2018 |
| 98           | 6         | Conspiracy Theory (Part 1) | Konspirační teorie (část 1.) | Adam Belanoff     | Stacey K. Black               | 5. prosince 2017   | 13. července 2018 |
| 99           | 7         | Conspiracy Theory (Part 2) | Konspirační teorie (část 2.) | Anthony Hemingway | Michael Zara                  | 12. prosince 2017  | 14. července 2018 |
| 100          | 8         | Conspiracy Theory (Part 3) | Konspirační teorie (část 3.) | Stacey K. Black   | Mike Berchem                  | 19. prosince 2017  | 15. července 2018 |
| 101          | 9         | Conspiracy Theory (Part 4) | Konspirační teorie (část 4.) | Michael M. Robin  | Duppy Demetrius               | 19. února 2017     | 16. července 2018 |
| 102          | 10        | By Any Means (Part 1)      | Za každou cenu (část 1.)     | David Harp        | Nick Zayas                    | 26. prosince 2017  | 17. července 2018 |
| 103          | 11        | By Any Means (Part 2)      | Za každou cenu (část 2.)     | Rick Wallace      | Kendall Sherwood              | 26. prosince 2017  | 18. července 2018 |
| 104          | 12        | By Any Means (Part 3)      | Za každou cenu (část 3.)     | Sheelin Choksey   | Damani Johnson a Carson Moore | 2. ledna 2018      | 19. července 2018 |
| 105          | 13        | By Any Means (Part 4)      | Za každou cenu (část 4.)     | James Duff        | Adam Belanoff a Ralph Gifford | 9. ledna 2018      | 20. července 2018 |